# Mia Kankimäki
Mia Kankimäki, född 1971 i Helsingfors, är en finländsk författare. Hon har skrivit två prisbelönade böcker som blandar kvinnohistoria, reseberättelser och självbiografi. Hennes debutbok hämtar inspiration från en 1000-årig japansk bok.

## Biografi

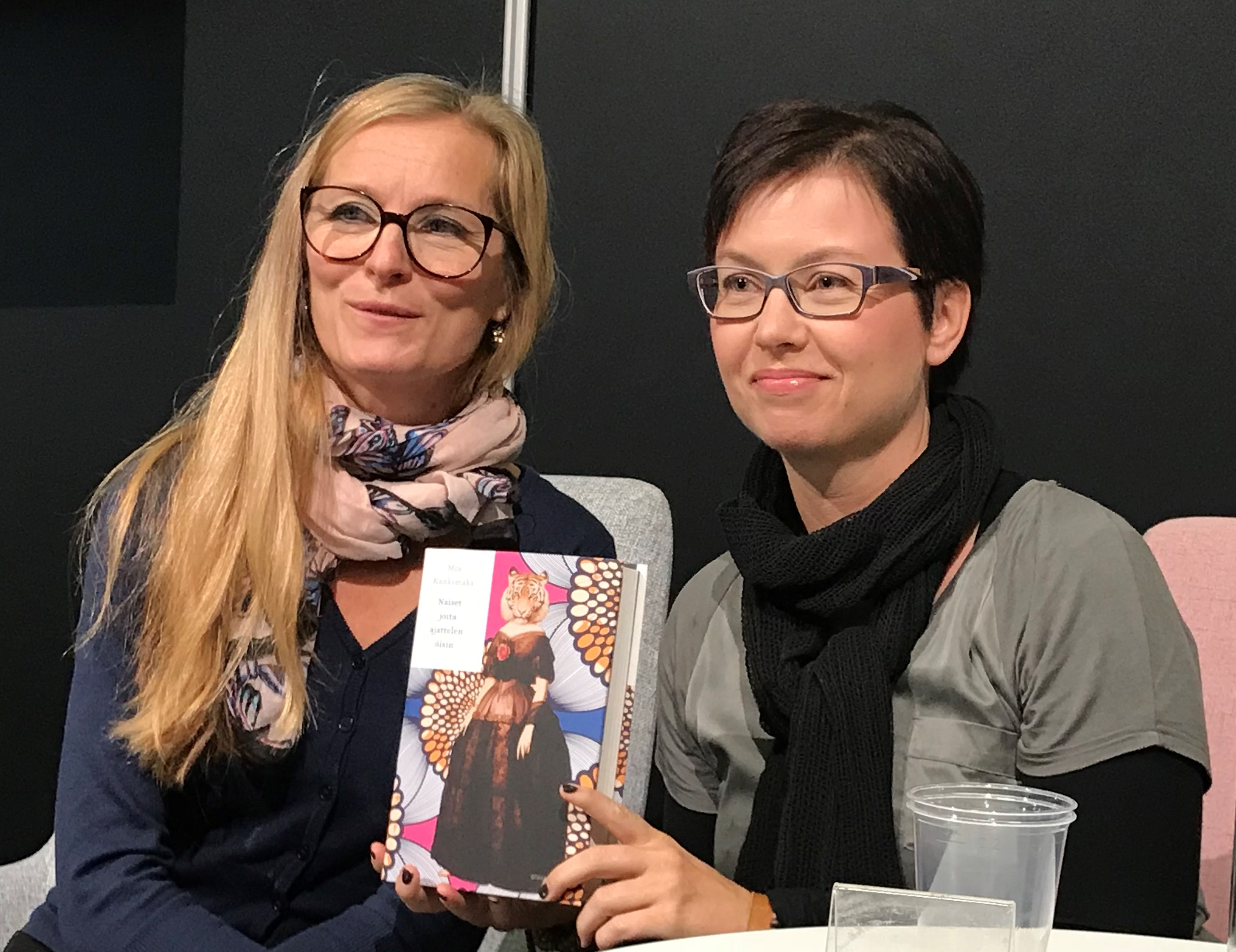
Katja Kallio (till vänster) intervjuar Kankimäki på Helsingfors bokmässa, 2018.

Kankimäki har studerat litteraturvetenskap vid universitetet i Helsingfors och arbetade i flera år på bokförlag som redaktör.
Efter en längre vistelse i Kyoto i Japan, publicerade hon 2013 sin första bok. I Asioita jotka saavat sydämen lyömään nopeammin ('Saker som får ditt hjärta att slå snabbare') reser författaren till Japan, inspirerad av den kvinnliga hovdamen och författaren Sei Shonagon och hennes Kuddboken. I denna 1000-talskvinna upplever Kankimäki sig ha mött en modern själsfrände och fördjupar sig i upplevelser av den japanska kulturen. Boken fick ett mycket positivt mottagande och har belönats med flera litterära priser. Den har även blivit översatt till estniska, japanska, italienska och tyska.
2018 kom Naiset joita ajattelen öisin (2021 översatt till svenska som Kvinnor jag tänker på om natten). Historien, vars titel syftar på författarens nattliga tankar om kvinnor som kan inspirera i hennes eget liv, handlar bland annat om historiska kvinnliga resenärer och hur författaren reser till Karen Blixens värld i Afrika. Den berättar också om några kvinnliga historiska konstnärers liv och verk och hur författaren söker spåra deras konstverk i Rom och Florens. Boken har beskrivits som en blandning av kollektiv biografi, reseskildring och självbiografi. Boken är översatt till många språk och har toppat olika bestsellerlistor.

## Priser och utmärkelser
- 2013:
  - Kanavapriset för sakprosa (nominerad) [8]
  - Årets resebok (tidningen Mondo)[9]
- 2015: Helmets litteraturpris [10]
- 2018: Lauri Jänttis pris(fi) [11]
- 2019: Stora journalistpriset i Finland (nominerad)[12]
- 2020: Otava bokstiftelses pris för sakprosa[13]